# Satu Mare
Satu Mare (en húngaro Szatmárnémeti o más usado  en alemán Sathmar) es la capital del distrito de Satu Mare, en Rumania. Tiene una población de 113.688 habitantes y 756 km² de superficie. Es limítrofe con Ucrania y Hungría.

## Algunas imágenes

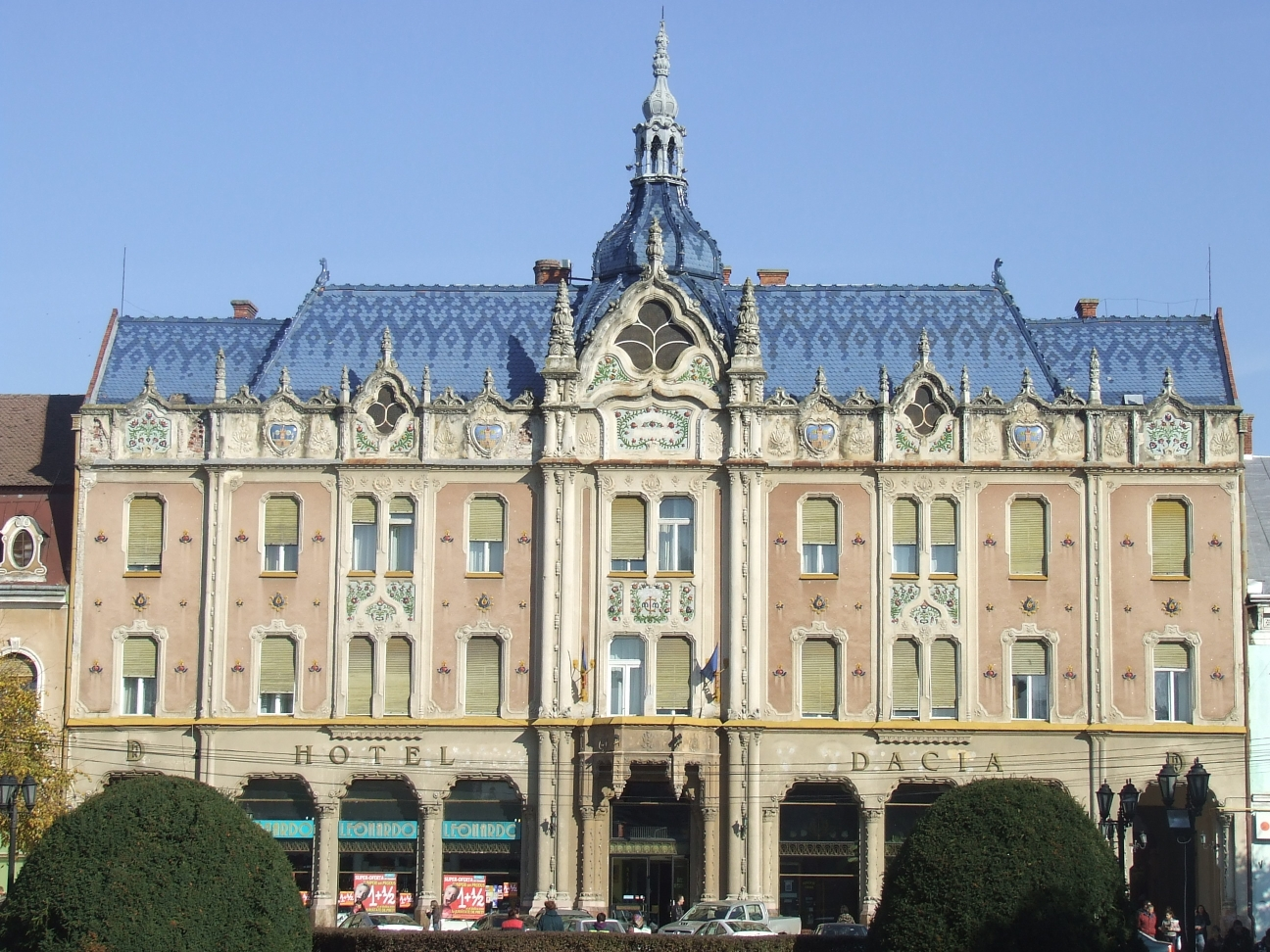
Hotel Dacia en el centro histórico.
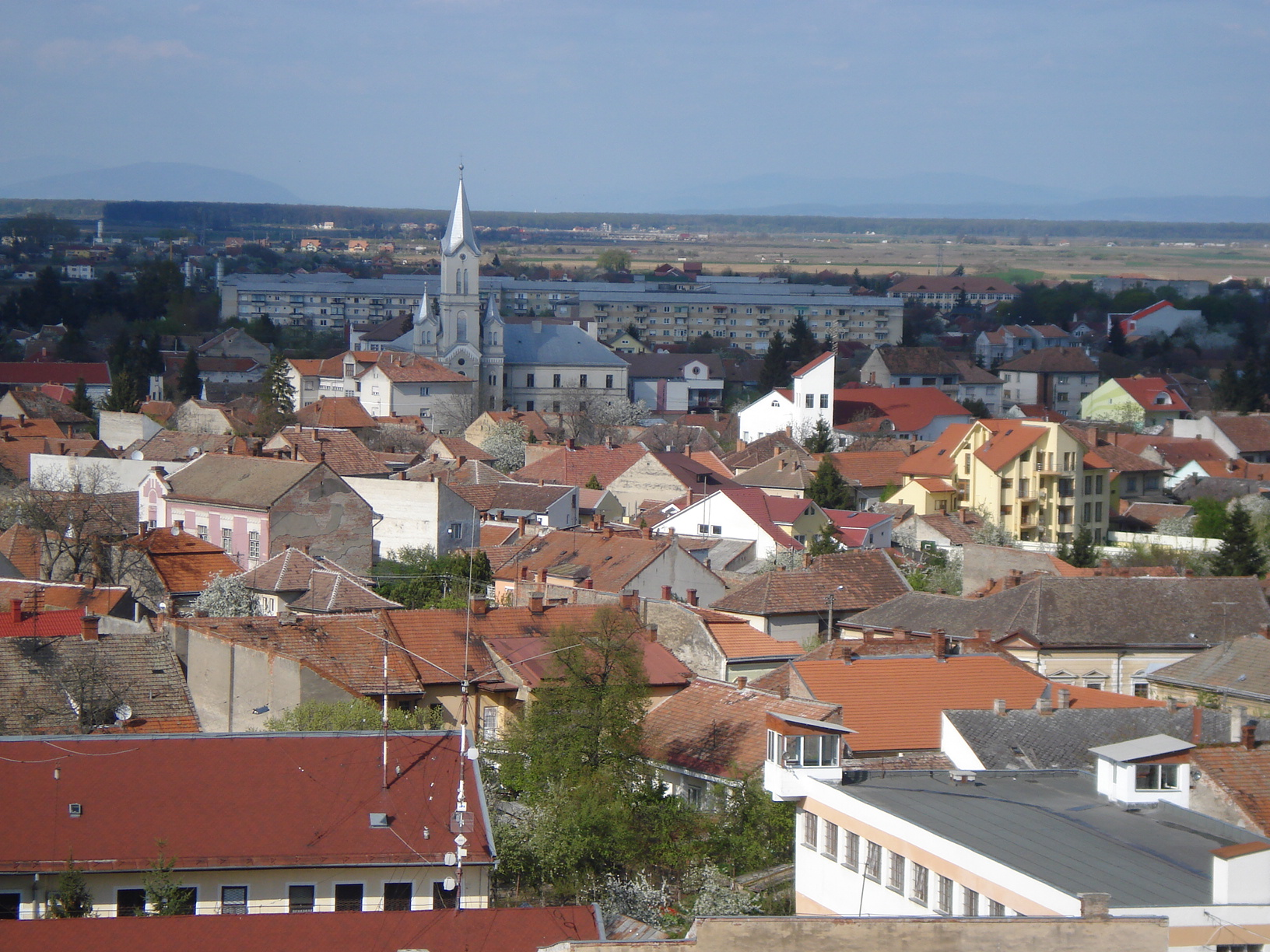
Viviendas Satu Mare

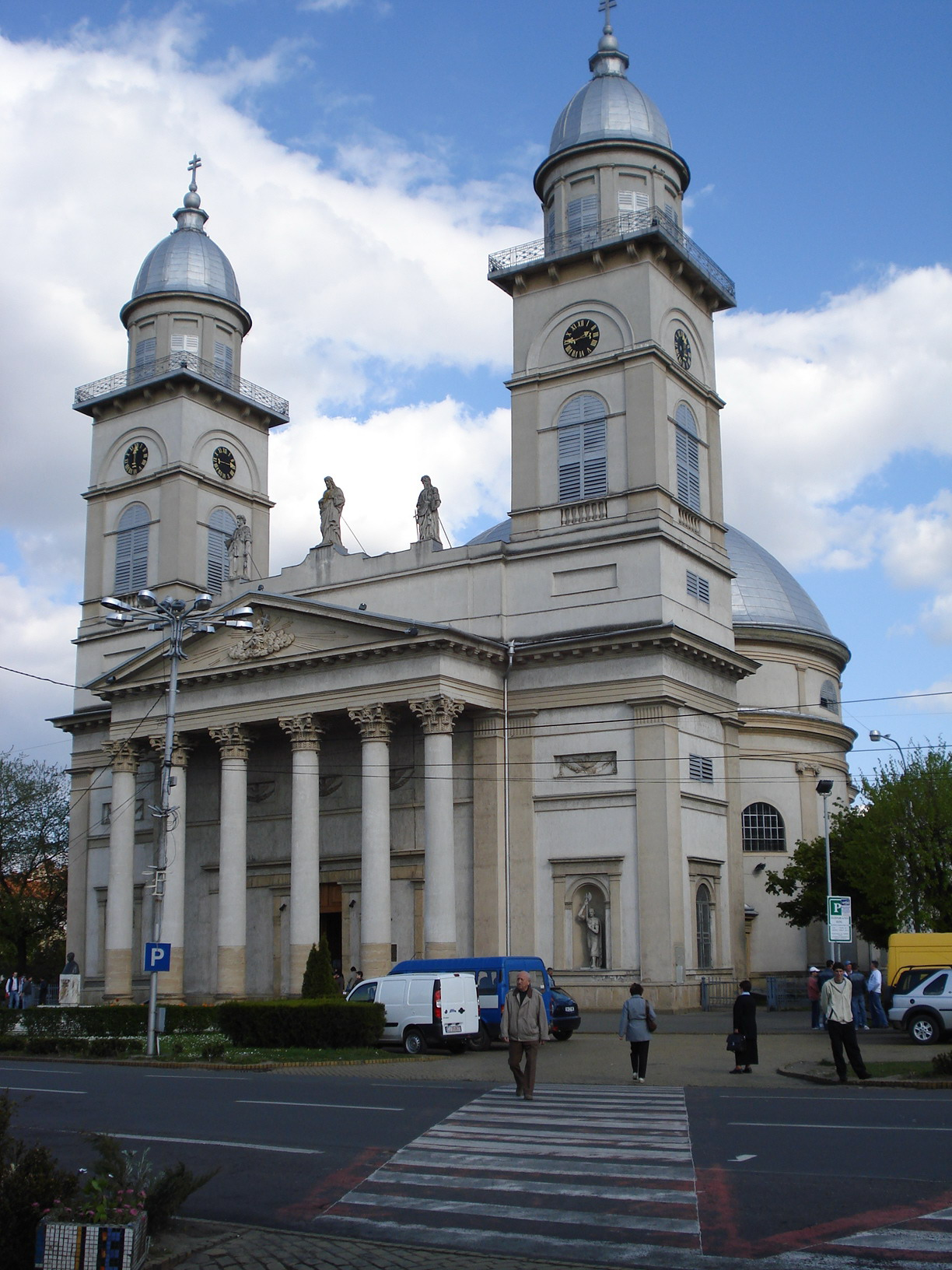
Catedral católica.
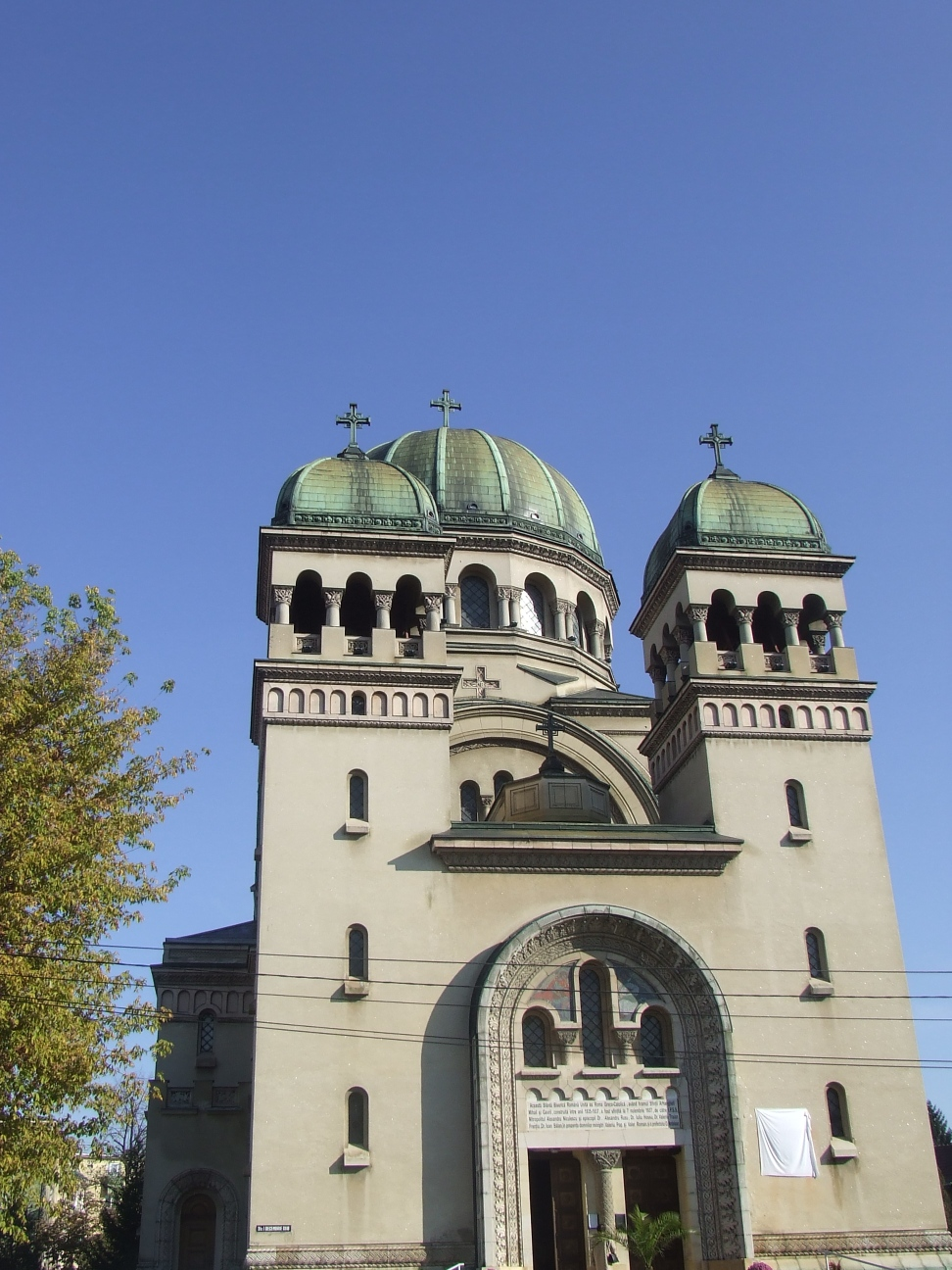
Catedral ortodoxa.
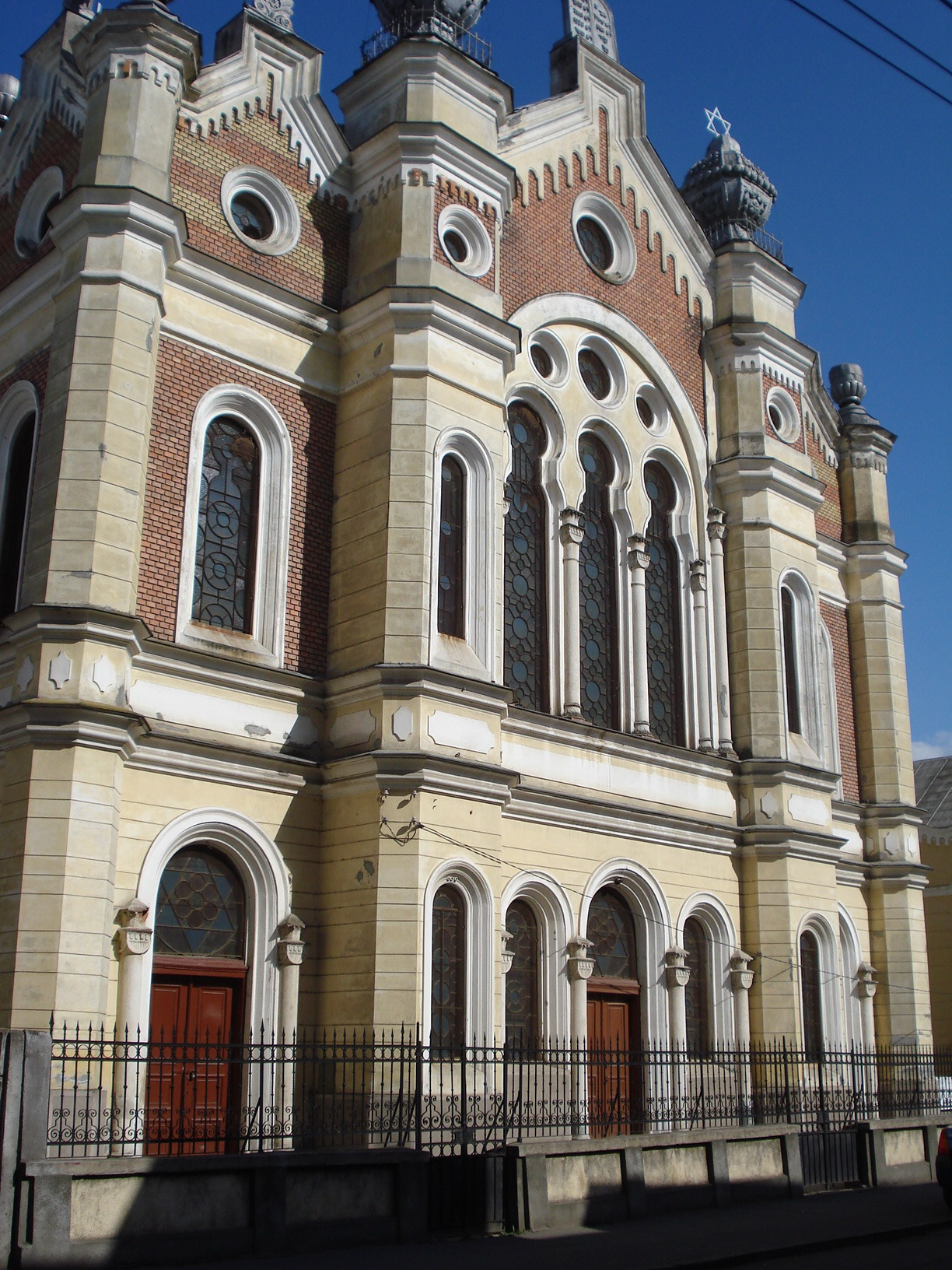
Sinagoga.